# Leonardo Barbieri
Pour les articles homonymes, voir Barbieri.
Leonardo Barbieri, né en 1818 et mort en 1896, est un peintre  et daguerrotypiste italien, actif en Amérique dans les années 1840 à 1860. Il est célèbre pour ses nombreux portraits de Californios, réalisés entre 1849 et 1853, considéré comme la plus importante collection de portraits californiens du XIXe siècle, ce qui lui vaut l'épithète de « Leonardo de Californie ».

## Biographie

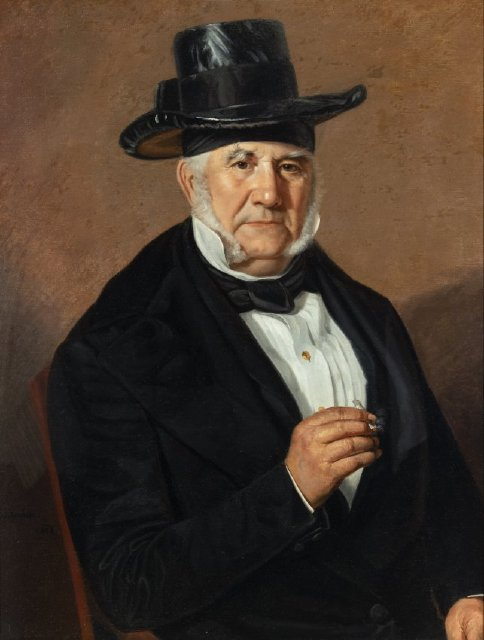
Portrait de Carlos Antonio Carrillo, 1852, Musée historique de Santa Barbara.

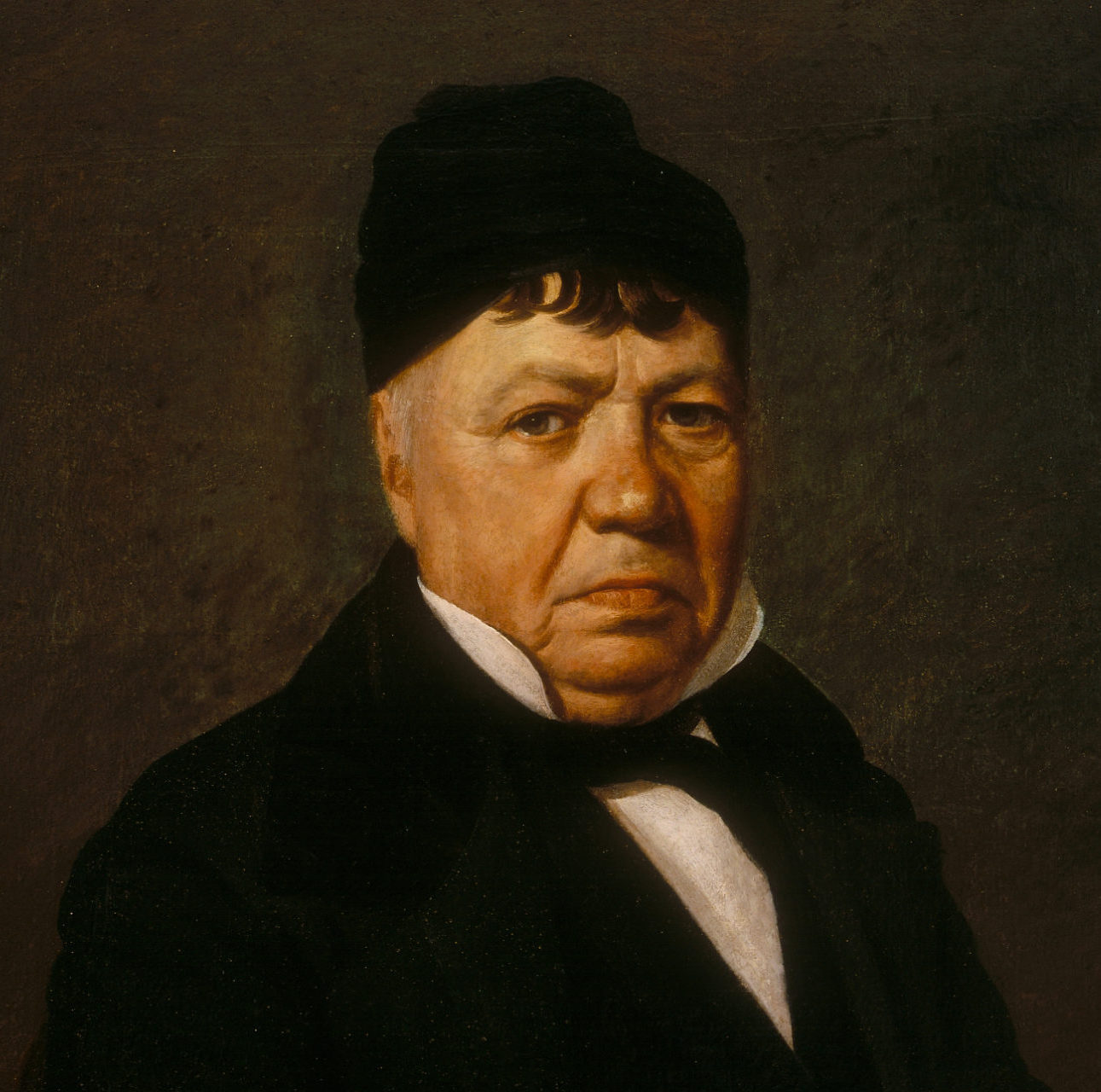
Portrait de José de la Guerra y Noriega, 1852, Musée historique de Santa Barbara.

Leonardo Barbieri naît en 1818 dans le duché de Savoie en Italie,. Il étudie l'art à Lyon et il peut parler italien, français et espagnol.

### Argentine et Bolivie
Barbieri émigre en Amérique en 1844, à Buenos Aires en Argentine, où il devient portraitiste. Il enseigne ensuite le dessin à La Paz, en Bolivie.

### Californie
En 1849, il ouvre un atelier à San Francisco, puis à Santa Barbara en 1850 et 1852, et à Monterey en 1852. Il est célèbre pour ses nombreux portraits de Californios, notamment :
- Don Guillermo Castro (en) ; 1852. Conservé à la Hayward Area Historical Society.
- Don José de la Guerra y Noriega (en) ; 1850. Conservé au musée historique de Santa Barbara.
- Don Carlos Antonio Carrillo (en) ; 1852. Conservé au musée historique de Santa Barbara.
- Doña Ramona de los Ángeles Lorenzana; 1852. Conservé au musée historique de Santa Barbara.
- Padre José González Rubio ; 1850. Conservé à la Mission Santa Barbara.
- Don Francisco Pérez Pacheco ; 1852. Conservé au Musée de Saisset de l'Université de Santa Clara.
- Doña Feliciana Estada Pacheco; 1852. Conservé au Musée de Saisset de l'Université de Santa Clara.
- Doña María Pacheco Malarín; 1852. Conservé au Musée de Saisset de l'Université de Santa Clara.

### Mexique
En juillet 1853, il accompagne le comte Gaston de Raousset-Boulbon dans un bateau à vapeur de la Californie à Acapulco puis par voie terrestre jusqu'à Mexico, au cours duquel il devient un ami proche de Raousset-Boulbon.

### Pérou
Il était un portraitiste et daguerréotypiste à Lima, au Pérou de 1861 à 1863. Il ouvre une école d'art, et parmi ses élèves figurent les peintres péruviens Federico del Campo et Daniel Hernández Morillo, ainsi qu'Evaristo San Critoval.

### Fin de vie
Il retourne en Europe en 1871. Leonardo Barbieri meurt dans son village natal en Savoie en 1896.

## Héritage
Bien que son séjour en Californie ait été bref, son œuvre est considérée comme la plus importante collection de portraits de la Californie du XIXe siècle, pendant une période historiquement cruciale de sa transition de la domination mexicaine à la domination américaine.
Les plus grandes collections de ses œuvres font partie des collections permanentes du musée de Saisset de l'université Santa Clara et du musée historique de Santa Barbara,.